# Acte confédéral allemand

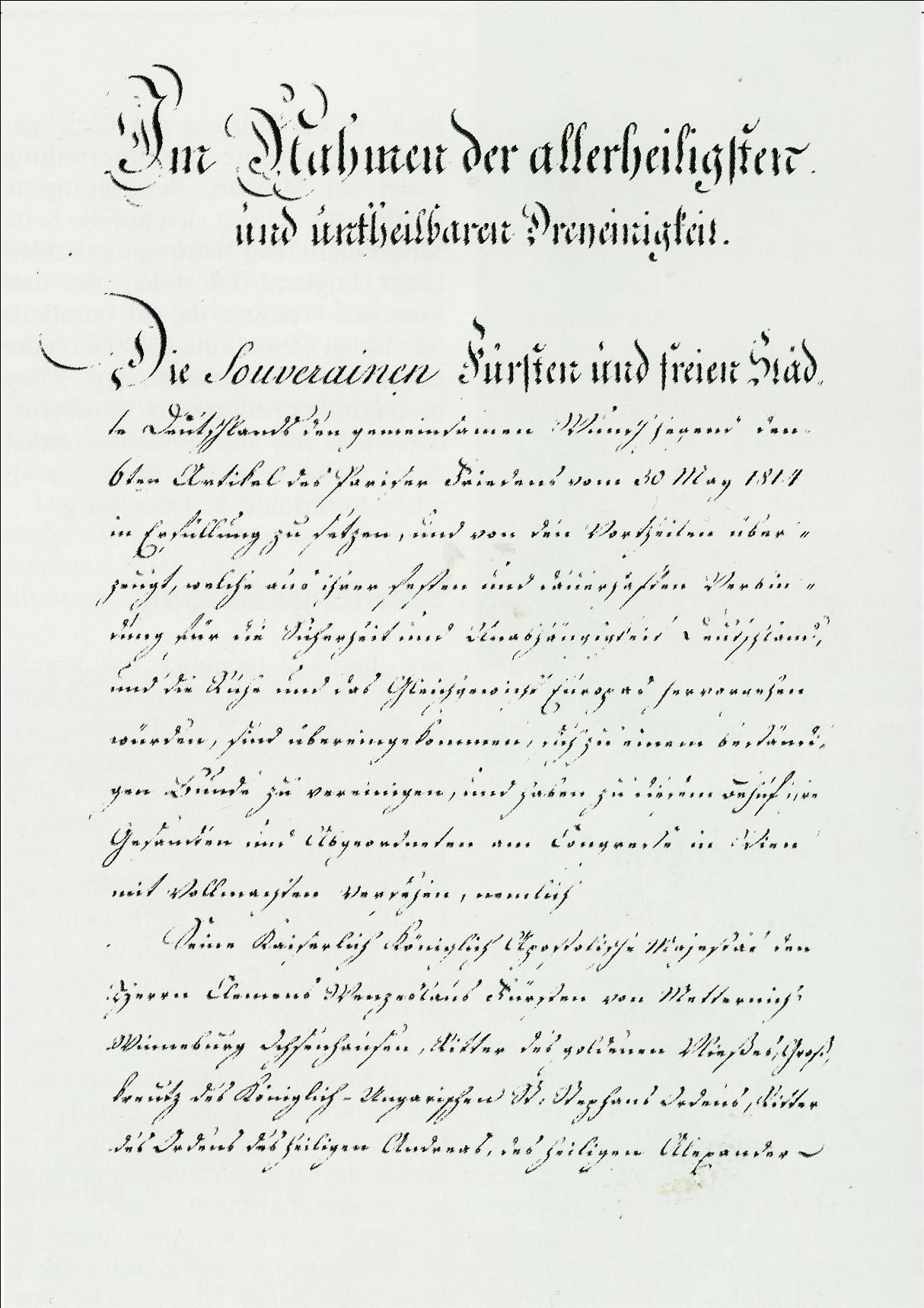
Première page de l'Acte fédéral allemand

L’Acte confédéral allemand (en allemand : Deutsche Bundesakte) était la constitution de la Confédération germanique et fut adopté le 8 juin 1815, lors du congrès de Vienne. Il fut complété par l’acte final de Vienne (Wiener Schlussakte) conclu le 25 novembre 1819 et entré en vigueur le 8 juin 1820.
Il fut suspendu le 12 juillet 1848 à la suite de la révolution de Mars, mais l’échec du projet constitutionnel du parlement de Francfort provoqua l’échec de la révolution et l’Acte fut remis en application le 29 novembre 1850. Il est devenu caduc le 24 août 1866 avec la dissolution de la Confédération et la dernière séance de l’Assemblée confédérale.

## Histoire
Le traité de Paris (30 mai 1814) prévoyait que les États allemands conserveraient leur indépendance mais seraient unis par un lien fédératif.

## Contenu
L'acte comprend un préambule suivi de vingt articles : les onze premiers articles composent la première partie, intitulée « Dispositions générales » ; les neuf articles suivants, introduits par un bref préambule, composent la seconde partie, intitulée « Dispositions particulières ».

### Article premier
L'article 1er définit le territoire de la Confédération germanique qui comprend :
- les possessions de l'empereur d'Autriche ayant relevé du Saint-Empire romain germanique ;
- celles du roi de Prusse ayant relevé du Saint-Empire romain germanique ;
- le duché de Holstein, en union personnelle avec le roi de Danemark ;
- le grand-duché de Luxembourg, en union personnelle avec le roi des Pays-Bas.

La partie de l'empire d'Autriche relevant de la Confédération germanique fut délimitée par la légation impériale le 6 avril 1818. Il s'agit des territoires suivants : l'archiduché d'Autriche, le duché de Styrie, le duché de Carinthie, le duché de Carniole, le Frioul autrichien, la ville de Trieste et son territoire, le comté princier de Tyrol, le duché de Salzbourg, le royaume de Bohème, le margraviat de Moravie, la partie autrichienne du duché de Silésie, et Hohengeroldseck. Les autres possessions de l'Empereur d'Autriche n'étaient pas comprises dans la Confédération.
La partie du royaume de Prusse relevant de la Confédération germanique fut délimitée, le même jour, par la légation royale. Il s'agit : de la Poméranie, du Brandebourg, de la Silésie, de la Saxe, de la Westphalie, de Clèves-Berg et du Grand-duché du Bas-Rhin. Les autres possessions du roi de Prusse — les provinces de Prusse-Orientale et de Prusse-Occidentale ainsi que le Grand-duché de Posen — n'étaient pas comprises dans la Confédération.

### Article 5
L'article 5 confère la présidence de la diète à l'empire d'Autriche.

### Article 9
L'article 9 fixe le siège de la diète à Francfort-sur-le-Main.